# Močilno
Močilno je vas v Občini Radeče. V vasi je cerkev Sv. Nikolaja iz 17. stoletja. V bližini je Gašperjev kostanj, 400 let staro drevo in najdebelejši pravi kostanj v Sloveniji, ter farma nojev, ki pa trenutno (začetek 2011) premore samo še eno žival.

## Gašperjev kostanj
Gašperjev kostanj je najdebelejši pravi kostanj (Castanea sativa) v Sloveniji. Raste na Močilnem pri Gašperjevi domačiji, Močilno 20. Verjetno je to za Najevsko lipo drugo najdebelejše slovensko drevo. Drevo meri v prsnem premeru 10,71 m, višina je ocenjena na 18 m. Drevesno krošnjo sestavljajo štirje vrhovi z obsegi debel: 5,67; 4,07; 3,85 in 3,71 m. Srednji vrh se suši .